# Li Jiayue
Li Jiayue (chinês: 李佳悦, pinyin: Lǐ Jiāyuè; Xangai, 8 de junho de 1990) é um futebolista chinês que atua como zagueira. Atualmente, joga pelo Shanghai Vinpac.